# Emelie Hollow
Emelie Hollow (Vinterbro, 26 december 1998) is een Noors-Nieuw-Zeelandse muzikant en singer-songwriter.

## Carrière
Hollow werd bekend door haar samenwerking met dj Alan Walker, met wie ze het nummer 'Lily' opnam. Op Spotify werd het nummer ruim 400 miljoen keer gestreamd (geraadpleegd mei 2024).
Daarnaast schreef Hollow nummers voor diverse (Noorse) artiesten. Voor TIX schreef ze het nummer 'Fallen Angel', waarmee hij meedeed aan het Eurovisiesongfestival 2021. Het nummer haalde de finale, waar het 18e werd. Voor de NRK-serie HAIK verraste Hollow TIX door in het Vigeland Museum in Oslo een pianoversie van het lied ten gehore te brengen. Aan het einde van haar performance voegde Hollow er een couplet aan toe. In het Noors verwees ze naar de suïcidale gedachten van TIX: "Maar jij, jij bent geen gevallen engel / Jij bent wat heel Noorwegen nodig heeft / En je moet begrijpen dat we je nooit zullen laten gaan / Want je laat al onze duizend tranen opdrogen en maakt voor ons licht uit de duisternis".  Op 21 mei, in de week van het Eurovisiesongfestival, kwam deze uit in digitale vorm.
Naast dat ze een veelgevraagd songwriter is, heeft Hollow ook een eigen muzikale carrière. Tussen 2017 en 2021 bracht ze een tiental singles uit. Haar debuutalbum Half the Story verscheen in augustus 2021. In datzelfde jaar sprak Hollow verschillende passages in van het boek This stays between us, de Engelse vertaling van het Noorstalige jeugdboek Dette blir mellom os (2020) van de Noorse schrijver Alexander Kielland Krag. Op deze soundtrack worden de voorgelezen passages afgewisseld met in totaal negen nummers gezongen door Hollow.
Begin 2024 deed Hollow mee aan het tv-programma Hver gang vi møtes, de Noorse variant van Beste Zangers.

## Discografie

### Albums
- 2021: Half the Story
- 2023: Solitude

### Exentended plays
- 2017: Emelie Hollow (7 tracks)
- 2019: Hear It Out Loud (8 tracks)

### Singles
- 2017: 'Like I Love You'
- 2017: 'Feeling of Christmas'
- 2019: 'Hear It out Loud'
- 2020: 'Break It Right' (met Ruben)
- 2020: 'Monster'
- 2020: 'Me'
- 2021: 'Trust You'
- 2021: 'Feel'
- 2021: 'Fallen Angel'
- 2021: 'Careful'
- 2021: 'Sparrow'
- 2023: 'A Love Like This Pt. 2'
- 2023: 'No One's Ever Looked At Me Like That'/'I Don't Believe It'
- 2023: 'Take My Love'/'Please Don't Give It Away'
- 2023: 'You're So Good To Me'/'How Can You Love Someone Like Me'
- 2023: 'I Could Lie Here Forever'/'But Life Gets In The Way'

### Samenwerkingen
- 2018: 'Lily' (met Alan Walker)
- 2020: 'Safe Zone' (met Seeb)
- 2021: 'If Not You Then Who' (met KOPS)
- 2021: 'Sparrow' (met Lemaitre)